# ساندرا اشتارک
ساندرا اشتارک (آلمانی: Sandra Starke؛ زادهٔ ۳۱ ژوئیهٔ ۱۹۹۳) بازیکن فوتبال در پست مهاجم اهل نامیبیا-آلمان است. وی خواهر مانفرد اشتارک است.

## باشگاهی
از باشگاه‌هایی که در آن بازی کرده‌است می‌توان به باشگاه فوتبال ۱.اف‌اف‌سی توربین پوتسدام و باشگاه فوتبال زنان فرایبورگ اشاره کرد.

## تیم ملی
وی همچنین در تیم‌های ملی فوتبال زنان آلمان بازی کرده‌است.